# Ma Hunkel
Abigail Mathilda "Ma" Hunkel è un personaggio dell'Universo DC, creata da Sheldon Mayer, comparve per la prima volta nella sua identità da civile come  in All-American Publications' All-American Comics n. 3 (giugno 1939), e divenne Red Tornado in All-American Comics n. 20 (novembre 1940). Nei panni di Red Tornado, fu la prima parodia di un'eroina, e fu la prima eroina dei fumetti a travestirsi da uomo.
Nel fumetto originale degli anni quaranta, Ma Hunkel era una lavoratrice il cui costume consisteva di una calzamaglia e una pentola sulla testa. Adottò il nome di Red Tornado per combattere la criminalità locale nel suo quartiere di New York, ispirata dall'ammirazione di suo figlio per Lanterna Verde. La popolarità del personaggio fu tale che fece un cameo nella prima avventura della Justice Society of America, quando ne visitò il quartier generale, ma, a causa di un incidente, i suoi pantaloni si ruppero, lasciandola senza la possibilità di far parte della squadra. Tuttavia, nelle storie della Justice Society si è dichiarato che Ma Hunkel fosse un membro onorario del gruppo.
Il cognome di Ma è spesso erroneamente scritto "Hunkle". A causa della sua calzamaglia rossa e della sua costituzione robusta, le si riferisce come Red Tomato (Pomodoro Rosso).

## Storia editoriale
Inizialmente semplicemente Ma Hunkel, il Red Tornado della Golden Age comparve come striscia umoristica autobiografica di Sheldon Mayer "Scribbly", che vedeva le avventure di un cartonista, in All-American Comics. La striscia passò attraverso All-American Comics n. 59, nel 1944, cioè l'anno in cui la DC Comics acquisì la All-American Publications.
Il personaggio riapparve in una storia di tre pagine di Scribbly di Mayer in Origini Segrete n. 29 della DC (agosto 1986). Comparve in un pannello di Animal Man "Deus Ex Machine", in una sorta di limbo in cui i personaggi dell'epoca non facevano parte della linea temporale corrente. Comparve anche brevemente nello speciale DC Universe Holiday Bash II del [1998], nella storia "Ho Lasciato il Mio Cuore nella Mensa della Justice Society", e in All-Star Comics 80-Page Giant n. 1 (settembre 1999), in una storia, "Il Modo delle Amazzoni", in cui Ma Hunkel diventa protagonista della scena insieme a Liberty Belle, Phantom Lady e Wonder Woman. Continuò a comparire a metà del 2000, principalmente come personaggio di supporto della Justice Society of America.

## Biografia
Negli anni '40, Ma Hunkel è la proprietaria di un piccolo negozio di verdura a Manhattan mentre cresce due figli, Huey e Amelia ("Sisty"). In risposta a una gang che opprimeva la gente nel dar loro i soldi in cambio di protezione e ispirata dalle storie del figlio e del suo amico Scribbly a proposito di Lanterna Verde, Ma si creò una maschera, facendo due buchi in una pentola, un costume fatto di una calzamaglia rossa, un mantello e una maglietta. Prese il nome di Red Tornado e abbatté il racket della protezione. Ma Hunkel fu affiancata più tardi dalla figlia Sisty e dal fratello minore di Scribbly, Dinky, che si fecero chiamare i Cyclone Kids.
In Young Justice n. 16 (gennaio 2000), i suoi ex partner, ora sposati entrambi, dissero che Ma Hunkel morì per cause naturali. In JSA n. 65 (febbraio 2004), tuttavia, si rivela che Ma è viva, con la spiegazione che, dopo aver testimoniato contro la mafia locale negli anni cinquanta, fu inserita nel programma di protezione testimoni, in cui falsificarono la sua morte. Alan Scott, Jay Garrick, Hawkman e Wildcat le fecero visita a Natale in Londonderry, nel New Hampshire per informarla che l'ultimo parente della gang di cui testimoniò contro morì, così che avrebbe potuto rimettersi in contatto con la sua famiglia. Il Red Tornado pensionato venne nominato custode del Museo della Justice Society, sebbene i veterani della JSA menzionarono che avrebbero avuto bisogno di aiuto nella guida dei nuovi membri del team.
Coi suoi ottant'anni delle storie moderne, Ma è una donna amorevole e geniale con una personalità affascinante. Come una nonna, coccola i membri della squadra, anche i meno giovani come Lanterna Verde e Hawkman. Ma è ancora una donna combattiva e fiera, essendo ancora abilissima nel maneggiare una padella, aiutando anche Wildcat, Stargirl e Jakeem Thunder a difendere l'arenaria dalla Injustice Society in JSA: Classified. Ma è ben voluta da tutti i membri della Justice Society, in parte perché è un'ottima cuoca, in particolare quando si tratta di prodotti da forno.
In Justice Society of America n. 1 (dicembre 2006), la nipote di Ma Hunkel, Maxine Hunkel, si unisce alla JSA. La stessa Ma, nelle storie di metà 2000, si presenta con un'immagine più professionale e scolastica di quella che aveva agli inizi.
Red Tornado comparve anche in un cameo nel fumetto di Alex Ross Kingdom Come. Questa volta il suo costume consiste in un'armatura. La si può vedere affacciata alla ringhiera del quartier generale orbitante della Justice League quando Superman è a faccia a faccia con Norman McCay. Viene identificata come Ma Hunkel nel profilo della Justice League ed è sulla copertina del secondo numero del fumetto in cui si trova nell'angolo in alto a sinistra.